# Hanul melodiilor
Hanul melodiilor (titlu original: Holiday Inn) este un film de Crăciun american din 1942 regizat de Mark Sandrich. Rolurile principale au fost interpretate de actorii  Bing Crosby și Fred Astaire. Muzica este compusă de Irving Berlin, acesta a scris 12 melodii special pentru acest film, cea mai cunoscută fiind "White Christmas".  Coregrafia filmului a fost realizată de Danny Dare.
Filmul folosește integral cântecul "Parada de Paști", scris de Irving Berlin pentru teatrul de revistă din 1933 de pe Broadway As Thousands Cheer.

## Prezentare
Muzicienii se pregătesc de un Crăciun liniștit la o cabana comodă.

## Distribuție
- Bing Crosby ca Jim Hardy
- Fred Astaire ca Ted Hanover
- Marjorie Reynolds ca Linda Mason
- Virginia Dale ca Lila Dixon
- Walter Abel ca Danny Reed
- Louise Beavers ca  Mamie
- Irving Bacon ca Gus
- Leon Belasco - the flower store manager
- Marek Windheim ca François
- James Bell ca Dunbar
- John Gallaudet ca Parker
- Shelby Bacon ca Vanderbilt[2][6]